# قواعد الإملاء الهولندية
يستخدم الإملاء الهولندي الأبجدية اللاتينية بنظام يتواءم مع احتياجات اللغة الهولندية.